# Neoclytus anama
Neoclytus anama es una especie de escarabajo longicornio del género Neoclytus, tribu Clytini, subfamilia Cerambycinae. Fue descrita científicamente por Galileo y Martins en 2007.

## Descripción
Mide 11,2-12,5 milímetros de longitud.

## Distribución
Se distribuye por Ecuador.